# Noelbaki
Noelbaki is een bestuurslaag in het regentschap Kupang van de provincie Oost-Nusa Tenggara, Indonesië. Noelbaki telt 8485 inwoners (volkstelling 2010).